# Prearo editore
La Prearo Editore Srl è una casa editrice d'arte.

## Storia
Nel 1969 Giampaolo Prearo, all’età di 26 anni, fonda a Milano la sua nuova attività dopo aver conosciuto il poeta Emilio Villa durante una sua visita alla Marlborough di Roma.
La prima iniziativa della casa editrice è un suggerimento di Emilio Villa, il quale nello stesso giorno aveva invitato nel suo studio Mario Schifano a pensare e progettare nuove iniziative editoriali. Da quell'incontro ha inizio un progetto editoriale internazionale. Giampaolo Prearo inaugura una collana intelligente e ambiziosa. Si tratta di monografie di artisti rigorosamente contemporanei, realizzate con l’intima e preziosa collaborazione degli stessi.
È in questa dimensione che la casa editrice si caratterizza anche per il futuro come punto di riferimento per i giovani artisti, all'epoca ignorati dal mercato, dalla critica ufficiale, dalle gallerie e tutto il sistema dell’arte; come Giulio Turcato, a cui Giampaolo Prearo nel 1971 dedica la sua più completa monografia, la quale si presenta in una dimensione storico-critica di rilievo internazionale, come emerge dal testo dell’allora giovane critico Giorgio de Marchis.
Sempre nel 1971 viene pubblicata la monografia su Gianni Bertini, fondatore della Mec-Art, a cura di Guido Ballo, che raccoglie le opere realizzate dal 1947 al 1971. Questo volume viene presentato all'interno di un jumbo tram che percorreva le vie di Milano.
Dal 1971 al 1978 Prearo realizza con Tommaso Trini e Gianenzo Sperone la prima rivista d’arte d’avanguardia DATA che fu determinante nella scelta degli artisti, anche rispetto ad Art Forum, la rivista d’arte di riferimento dell’arte contemporanea.
Nel 1972 avviene la pubblicazione del libro Tesi di Vincenzo Agnetti dove l’autore traccia le linee teoriche del suo lavoro. Un anno dopo viene alla luce la pubblicazione del primo catalogo generale di Piero Manzoni, a cura di Germano Celant. Tale pubblicazione assume un’importanza determinante sia da un punto di vista storico-culturale sia per quanto riguarda le fonti e l’accertamento documentale delle opere del grande artista. Nello stesso anno viene pubblicato il volume monografico su Eugenio Carmi, con testo di Umberto Eco.
Sempre nel 1973 Giampaolo Prearo si reca a Parigi per incontrare Mimmo Rotella. Giampaolo Prearo lo conosce grazie al consiglio di Emilio Villa che decantava le avventure di questo giovane artista calabrese, il quale aveva scelto di rifugiarsi a Parigi a causa di disavventure romane. Dopo un avventuroso viaggio in treno in terza classe; senza soldi e con grandi speranze incontra Mimmo Rotella.
Lui viveva in una piccola casa studio, dove il letto, durante la giornata, fungeva da tavolo per i collage. L’artista commosso dal fatto che un giovane editore fosse partito dall'Italia per conoscere il suo originale lavoro, lo presentò a tutti i suoi amici César - Tinguely e il giovane critico Pierre Restany. Si organizzò una splendida cena al lussuoso ristorante parigino “La Cupole”, e fortunatamente arrivò il grande collezionista a salvare la situazione, liberando gli artisti dall'imbarazzo di dover pagare il conto, poiché nessuno poteva permetterselo.
Il libro di Mimmo Rotella viene stampato nel 1974 e rappresenta ancora oggi un’impresa editoriale di tutte le opere che il maestro negli anni aveva ceduto, a collezionisti o galleristi, senza preoccuparsi di mantenere traccia fotografica per un futuro libro. Esso raccoglie i testi di Tommaso Trini e Pierre Restany.
Nel 1975, periodo di grande crisi economica per l’Italia, le gallerie avevano sospeso il loro programma espositivo. In un vecchio deposito di profumi Patchouli, luogo tra l’altro alle spalle dell’Università statale di Milano, Giampaolo Prearo inventa un centro- laboratorio di ricerca innovativo legato al rapporto fra musica, arte, poesia e performance. In questa situazione milanese Prearo chiama autori come il poeta Rafael Alberti, Demetrio Stratos, Franco Battiato, Giusto Pio, Antonio Ballista, Roberto Sanesi, il soprano Alide Maria Salvetta, Bruno Canino e Severino Gazzelloni.
Gli artisti creano con i loro interventi e performance un clima di grande intensità emotiva, di energia poetica che attraversa tutti i linguaggi espressivi. In questo contesto viene proiettato un film di Andy Warhol, inedito per l’Italia, sull'omosessualità. I film di Warhol Sle Kiss, Eat, Blow Job ed Empire, tutti del 1963 – 1965, mostrano azioni ripetute dilatate nel tempo, riprese con una camera fissa.
La proiezione pubblica suscita energie reazioni, tanto che dovette intervenire la polizia a sospendere la proiezione.
Nel 1974 è fondamentale la pubblicazione del libro Musica Madre di Giuseppe Chiari, il quale collega frasi, composizioni musicali inedite e poesia visiva. Altro punto di riferimento per la cultura visiva e la storia della performance è il libro Body art e storie simili di Lea Vergine (1974).
Nel medesimo anno viene pubblicato il volume Procedimenti avanzati dell’arte concettuale, confezione editoriale contenente la monografia di Catherine Millet dedicata a Bernar Venet, una litografia numerata e firmata dall’artista e un disco in vinile dal titolo The Infrared Polarization of the Infrared Star in Cygnus (1968).
I procedimenti più avanzati dell’arte concettuale diventano fonti di conoscenza alle quali l’arte non aveva mai potuto aspirare. Il modo in cui queste conoscenze sono state formulate e presentate corrisponde solo ad un criterio di pertinenza funzionale. È scomparso ogni sfruttamento estetico e stilistico.
Nel 1973 inaugura la collana dedicata al libro d’artista, composta da edizioni speciali, accompagnate da opere originali, realizzate dagli artisti in stretta collaborazione con l’editore. Rientrano in questa serie la cartella fotografica realizzata da John Baldessari Throwing three balls in the air to get a straight line (1973), pubblicata nel catalogo Pure Beauty in occasione della retrospettiva organizzata alla Tate Modern di Londra tra l’ottobre 2009 e il gennaio 2010, il volume di Andrea Cascella Un’estate (1974), il primo catalogo di Christo (1974) che documenta l’installazione realizzata nella Curtain Valley nel 1970, i volumi realizzati a quattro mani di Mario Ceroli e Giuseppe Chiari Pensieri e immagini di Daria (1974), il libro sull’artista multimediale inglese Peter Philips (1975), l’edizione del libro firmato Ugo Nespolo e Severino Gazzelloni (1977) e la monografia su Joseph Charles Tilson, grande esponente della pop art inglese (1977).
Negli anni ottanta e novanta la casa editrice si distingue per un’attenzione particolare rispetto alle questioni aperte con il post-moderno. In questo contesto vengono pubblicati il volume su William Xerra (1985) a cura di Gillo Dorfles, la monografia su André Masson (1991) con testi di Achille Bonito Oliva, e ancora a cura di Achille nel 1998 il catalogo “Pièce Unique” con un suo testo sul capolavoro e le avanguardie storiche; seguono il volume di Bernar Venet Sculptures et Refliefs (2000) a cura di Pierre Arnauld, la raccolta di collage delle Marilyn di Mimmo Rotella (2005) con testi a cura di Carlo Castellaneta e poesie di Sebastiano Grasso e il catalogo generale di Stefan Hirsig (2011) a cura di Rainer Crone.
Anche il rapporto con la fotografia si fa più intenso. Nel 2002 la casa editrice dedica un volume a Ousmaen Ndiaye Dago e nel 2007 all’artista cinese Huang Yan, il cui lavoro combina pittura, fotografia e scultura.
Nel 2006 la Prearo Editore pubblica il libro edizione illustrata dell’artista Fernando De Filippi dal titolo Vento leggero che parli con voce di foglie, autore Stefano Zecchi.
Nel 2008 riedita, con traduzione in italiano curata da Cristina Trivellin, Le Feu au cæur du vide (Il fuoco nel cuore del vuoto), l’ultimo saggio di Pierre Restany, pubblicato nel 1990, in cui viene analizzata, ancora una volta, l’opera di Yves Klein. Nel 2010, all’interno della collana libro d’artista viene pubblicato il libro opera Miscellanea di Stefano Pizzi, a cura di Vittoria Coen.
L’attenzione verso la pittura viene rimarcata nel 2011 con la collana di libri dedicata alla Transavanguardia Italiana, curata da Achille Bonito Oliva, con volumi che rappresentano i cataloghi delle mostre come quelli dedicati a Sandro Chia (Foro Boario, Modena), Enzo Cucchi, curato da Alberto Fiz al MARCA, Museo delle arti di Catanzaro, Nicola De Maria, Centro per l’arte Contemporanea (Luigi Pecci, Prato) con testo critico a cura di Marco Bazzini, di Francesco Clemente (Palazzo Sant’Elia, Palermo) e Mimmo Paladino (ex- GIL di Luigi Moretti, Roma).
La casa editrice nel 2012 continua la sua attività editoriale con libri che affrontano la dimensione tecnologica sperimentale e di ricerca dell’arte contemporanea. Viene pubblicato il volume Corpo Elettronico (Videoarte Italiana tra materia, segno e sogno), presentato in occasione della mostra collettiva allestita presso il complesso monumentale di San Giovanni di Catanzaro. Tra video, cinema digitale e processi installativi, l’edizione raccoglie l’opera di sedici realtà artistiche italiane e numerosi interventi critici. La mostra è un progetto della Fondazione Rocco Guglielmo in collaborazione con la Fondazione Mimmo Rotella.
Nel 2015 Giampaolo Prearo pubblica un nuovo volume su Fernando De Filippi dal titolo La Rivoluzione Privata 2, con testo critico di Angela Madesani. Il libro fa seguito alla prima edizione dedicata a Fernando De Filippi pubblicata nel 1972 e curata da Enrico Crispoldi.
Due importanti volumi dedicati all'artista Piero Gilardi, vengono pubblicati nel 2006: La mia biopolitica, a cura di Tommaso Trini, che raccoglie i testi di riflessione scritti dall’artista negli ultimi cinquant’anni e Natura espansa, a cura di Andrea Poleschi, con testo introduttivo di Marco Meneguzzo. Nello stesso anno vengono pubblicati un catalogo di Giuseppe Chiari, dove sono pubblicate tutte le opere dell’artista della collezione di Giampaolo Prearo, subito seguito da un libro di grande formato, dell’artista e poeta Riccardo Dalisi, con testo di ABO.
Prearo editore non trascura l’organizzazione di mostre in istituzioni pubbliche promuovendo e sostenendo l’attività di artisti contemporanei la cui ricerca e qualità del lavoro, pur essendo di notevole importanza, non è ancora del tutto presente nel mercato istituzionale dell’arte. Lo fa attraverso una sua propria collezione di opere dal 1975 ad oggi che costituiscono non solo uno sguardo retrospettivo preciso delle sue scelte ma anche una testimonianza storica di rilievo internazionale sull’arte contemporanea. Promuove eventi espositivi in spazi storici come al castello rinascimentale di Aieta dove cura personalmente con catalogo le mostre di Massimo Kaufmann, testo di Gianfranco Maraniello e di Francesco Correggia, con testo di Vittoria Coen.
Nel 2019 continua l’attenzione verso il mondo della fotografia con la pubblicazione di un libro d’artista dedicato a Giovanni Gastel. Il libro si presenta come un’opera d’arte vera e propria, per la qualità della stampa, delle immagini e i testi di Bob Wilson, il quale elabora per l’occasione un testo visivo, di Francesco Correggia, con un proprio testo filosofico e di Vera Agosti, con un testo critico.
Nello stesso anno vengono pubblicate due grandi monografie dedicate a Piero Pizzi Cannella, La casa di Piero, con testo di Gianluca Ranzi e ad Enzo Esposito, con testo di Francesco Tedeschi.
Sempre nel 2019 l’Accademia di Belle Arti di Brera di Milano gli dedica una targa e una menzione speciale per i 50 anni di attività svolta dalla storica casa editrice. Il premio riconosce alla Prearo Editore il merito di aver svolto un ruolo di primo piano nel circuito dell’arte contemporanea sia per l’importanza e la qualità degli artisti pubblicati sia per la critica e il sistema dell’arte.
La casa editrice è tuttora attiva con un catalogo che conta, ad oggi, più di 500 titoli suddivisi in varie collane.
Esse nascono nel 1970, su consiglio di Mario Schifano, e vogliono essere un riconoscimento al Principe Dado Ruspoli, il quale era abituato ad indossare varie collane durante le sue notti romane. In questo senso anche Giampaolo Prearo crea le sue collane.